# Río Tinto (Honduras)
Río Tinto (Black River, en inglés) fue una población de fundación británica del siglo XVIII situada en Palacios, Juan Francisco Bulnes, departamento de Gracias a Dios en Honduras. 

## Historia

### Época británica (1732-1786)
Establecida en desembocadura de río Sico (anteriormente río Tinto), entre la laguna de Caratasca y al acecho del puerto de Trujillo, fue fundada en 1732 por Guillermo Pitt (William Pitt en inglés) por mandato del gobernador de la colonia británica de Jamaica gracias a la alianza anglo-misquito. El propósito de la fundación de Black River era afianzar el dominio británico sobre la región, la tala y comercio del cedro y la lucrativa actividad del contrabando de cosas y personas con los indígenas misquito y pech. El mismo sistema se usó en la ocupación inglesa de Port Royal en Roatán en 1742 (Islas de la Bahía) y otros pequeños núcleos de población en la zona del cabo Gracias a Dios. La presencia británica en la zona data del siglo XVII cuando la Compañía de Providencia se estableció ilegalmente en San Andrés y Providencia (actual Colombia) para el contrabando con los indígenas, burlando el monopolio del comercio español en el virreinato de Nueva España. Seguidamente, en esta región hondureña surgieron ocasionales bases de piratas que hostigaban el comercio y puertos españoles de la Capitanía General de Guatemala. Además, en 1687 el cacique misquito Jeremías estableció una alianza con el II duque de Albemarle, gobernador de la colonia de Jamaica. El contrabando y comercio de esclavos africanos por los piratas dio lugar a la población zambo mosquito. 

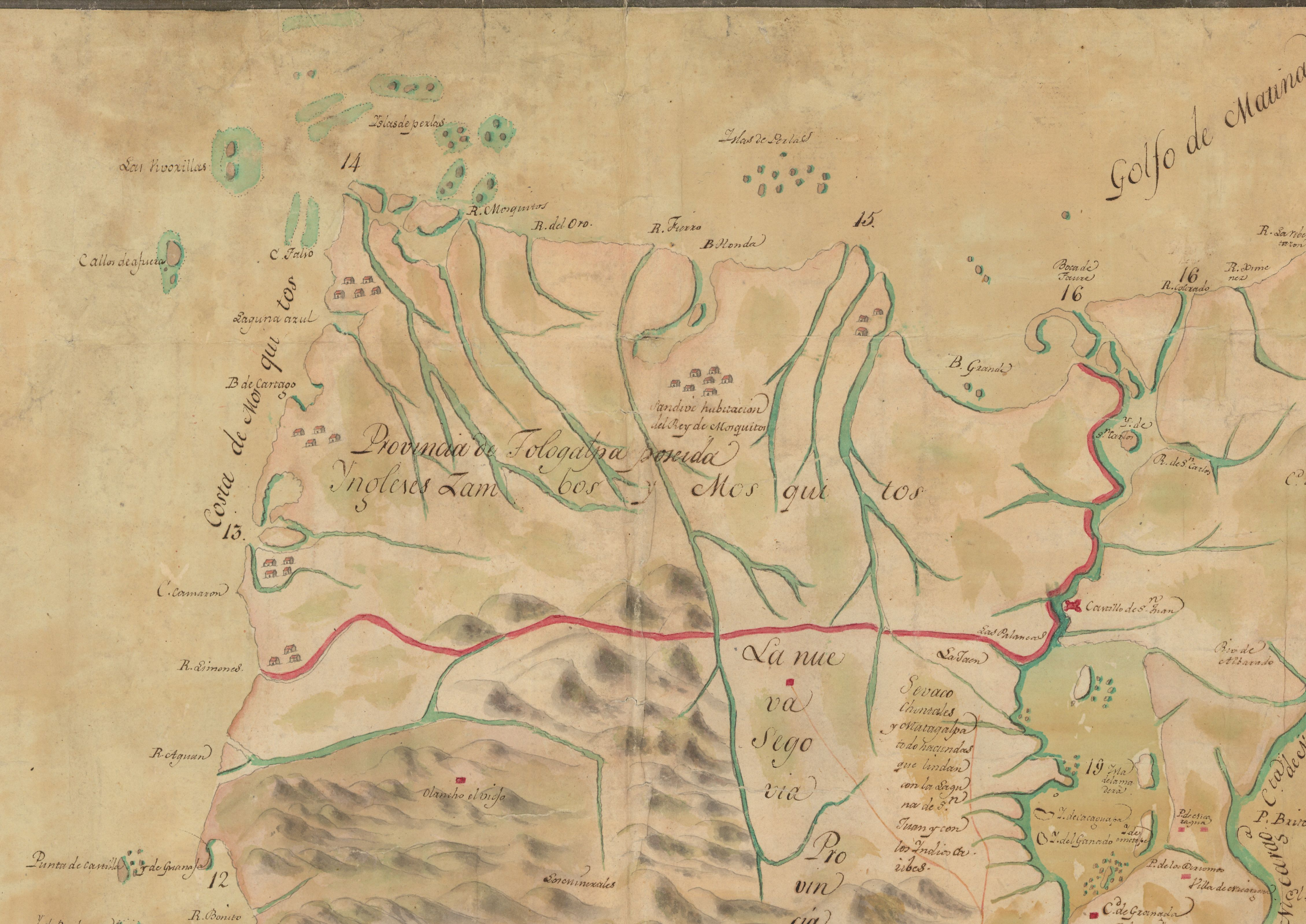
Río Tinto y cabo Camarón (13) de la provincia de Tologalpa en el Plano Geografico de la mayor parte de el Reyno de Goatemala (1770)

En 1739 Río Tinto fue empleada como base para la realización de incursiones británicas lideradas por el teniente coronel Robert Hodgson durante la guerra del Asiento. En 1744 se le asignó una guarnición militar permanente ante las campañas en América de la guerra de Sucesión Austriaca. Las diferencias de interpretación entre España y Reino Unido del tratado de Aquisgrán (1748) mantuvieron la soberanía británica de facto la región. 
Los británicos realizaron un breve esfuerzo por edificar un fuerte situado en la boca de la laguna, que se abandonó en 1751.Según un censo español, a mediados del siglo XVIII Río Tinto contaba con 213 casas con techo de palma, 100 británicos más 30 soldados regulares, 600 esclavos y 3.000 miskitos y zambos armados que vivían en las cercanías. En 1756, a consecuencia de la guerra de los Siete Años, Hodgson fue enviado de regreso a Black River. Para justificar ante Jamaica la necesidad de financiar la defensa de Mosquitia, en 1757 Hodgson informó de que en la región vivían más de mil británicos y que ésta era una próspera región para el comercio con los misquitos y el contrabando con los territorios españoles. Sin embargo, el tratado de París (1763), que sí hacía mención a La Baliza (actual Belice), no contenía acuerdo alguno sobre Misquitia. A partir de 1771 el capitán James Lawrie impulsó el desarrollo de Río Tinto en la época del auge económico de Jamaica y su producción de caña de azúcar con mano de obra esclava. El intento por replicar el modelo del cash crop azucarero jamaiquino dio lugar a la compra de tierra a los misquitos en condiciones abusivas. Sin embargo, la incertidumbre legal sobre la soberanía de Reino Unido sobre Mosquitia y los conflictos de intereses con los comerciantes contrabandistas frenó el desarrollo de económico de Río Tinto. El superintendente Hodgson fue sustituido por James Lawrie en 1776 bajo acusaciones haber echado a los colonos de Great Corn Island (actual Nicaragua) para hacerse con su control.  
Durante la guerra anglo-española (1779-1783), los británicos y los misquitos de Río Tinto participaron en la batalla de San Fernando de Omoa (1779) así como en la ambiciosa y fallida expedición a San Juan (1780) destinada a la ocupación de la estratégica ciudad de Granada (actual Nicaragua). España emprendió sucesivas acciones en las costas de la Capitanía General de Guatemala con el propósito de desalojar definitivamente a los británicos de sus enclaves, tal y como debía ser por el tratado de París de 1763. Tras la victoria en Roatán en marzo de 1783 (actual Islas de la Bahía, Honduras), Matías de Gálvez, Capitán General de Guatemala fue derrotado en la batalla de Río Tinto. La batalla duró tres meses durante los cuales el gobernador de Jamaica puso al mando de Edward Despard una fuerza de ochenta lealistas de las Trece Colonias, quinientos británicos y seiscientos misquitos y zambos.Tras la derrota británica en la guerra de Independencia de los EE. UU. el tratado de París (1783) supuso la pérdida definitiva de la soberanía británica de Mosquitia. Sin embargo, las negociaciones para la evacuación definitiva de los colonos de Mosquitia se alargó hasta la entrega de Río Tinto a España el 29 de agosto de 1787 tras la firma de la Convención de Londres (1786), por la que se renunció a Mosquitia a cambio de mantener La Baliza.

### Época española (1786-1821)
El rey Carlos III ordenó la repoblación Río Tinto, cabo Gracias a Dios y Bluefields (actual Nicaragua) con colonos de Galicia, Asturias y Canarias vía Trujillo. La población pertenecía a la intendencia de Honduras y constaba de un camino, plantaciones e ingenios azucareros. Además, se autorizó la permanencia de los comerciantes Robert Kaye, Francis Meany y John Pitt para asegurar el abastecimiento de la población vía Jamaica. Sin embargo, se trataba de un terreno poco propicio para la agricultura o la ganadería, cenagoso y accidentado, inhóspito y alejado de las principales poblaciones y rutas comerciales españolas, y sometido al peligro de incursiones misquitas y de zambos. Se mejoraron los fuertes y para 1790 había cuarenta familias y una guarnición de cuarenta soldados y milicia mandada por Lorenzo Vásquez y Aguilar. La población fue finalmente arrasada el 4 de septiembre de 1800 por el ataque misquito de Jorge I respaldado por la colonia de Jamaica, huyendo sus vecinos al puerto de Trujillo.

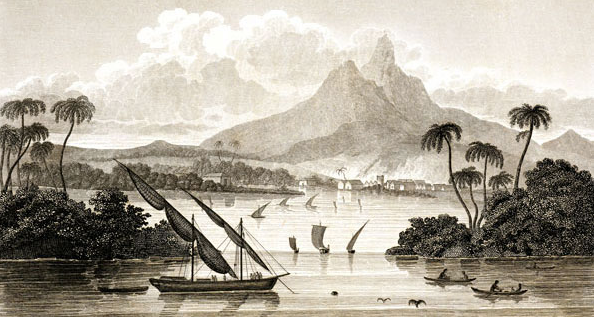
Grabado publicitario de Río Tinto como capital de la fallida colonia de Poyais

### Época de la República Federal de Centroamérica (1821-1837)
Tras la firma del acta de Independencia Centroamericana de 15 de septiembre de 1821 los británicos promovieron la reactivación de las alianzas con los líderes misquitos de la región, a quienes consideraba súbditos británicos, despreciando a los gobiernos de la República Federal de Centroamérica.Además, aprovechando la inestabilidad política que siguió a la independencia de Hispanoamérica, en 1822 el militar Gregor McGregor promovió la creación de una colonia adherida al imperio británico denominada Poyais con capital en Río Tinto. La fallida colonia resultó en una alta mortandad de cuantos colonos finalmente llegaron desde Reino Unido, y en la bancarrota de los bonos emitidos para su financiación, siendo Gregor McGregor juzgado por estafa en Francia.

## Sitio arqueológico
Los restos de la población de Río Tinto se localizan en las inmediaciones de Palacios, donde se puede identificar los ingenios azucareros u otras edificaciones.